# Umeclidinio
El umeclidinio, que se vende bajo el nombre comercial de Incruse Ellipta, es un medicamento que se utiliza para el tratamiento de mantenimiento de la enfermedad pulmonar obstructiva crónica  .  Este medicamento no se utiliza para el asma .  Se usa respirando el medicamento hacia los pulmones. 
Los efectos secundarios de este medicamento pueden incluir cambios en el gusto, tos y dolor ocular.   Los efectos secundarios graves pueden incluir anafilaxia, broncoespasmo, retención urinaria y glaucoma .  No se recomienda este medicamento en personas con alergias graves a las proteínas de la leche.  Es un antagonista muscarínico de acción prolongada . 
Este medicamento fue aprobado para uso médico en los Estados Unidos en el 2014.  Está en la Lista de Medicamentos Esenciales de la Organización Mundial de la Salud como alternativa al tiotropio .  En el Reino Unido, un mes de medicación le cuesta al Servicio Nacional de Salud (Reino Unido)  (NHS) unas 28 libras esterlinas, mientras que en Estados Unidos esta cantidad ronda los 380 dólares estadounidenses .  